# 巴巴尼夫卡
46°42′10″N 35°51′7″E / 46.70278°N 35.85194°E
巴巴尼夫卡（烏克蘭語：Бабанівка）是位於烏克蘭東南部的村莊，由扎波羅熱州梅利托波爾區的普里亞速斯凱市鎮負責管轄。該村始建於1931年，面積0.34平方公里，海拔高度8米，2001年人口42。